# Joe Comartin
Joe Comartin (né le 26 décembre 1947 à Stoney Point, Ontario) est un avocat syndical et homme politique canadien

## Biographie
Il a été député à la Chambre des communes du Canada, représentant la circonscription ontarienne de Windsor—Tecumseh sous la bannière du Nouveau Parti démocratique de 2000 à 2015. 
Le 26 mai 2011, il est nommé porte-parole de l'opposition officielle du Canada pour la justice. Il ne s'est pas représenté aux élections générales de 2015.